# Benafim
Benafim is een Portugese plaats (freguesia) in de gemeente Loulé, en telt 1141 inwoners (2001). De plaats ligt 5 km van de plaats Alte.
Almancil · Alte · Ameixial · Benafim · Boliqueime · Quarteira · Querença · Salir · São Clemente · São Sebastião · Tôr